# Karl Otto Koch
Karl Otto Koch (ur. 2 sierpnia 1897, zm. 5 kwietnia 1945) – zbrodniarz hitlerowski, SS-Standartenführer, komendant niemieckich obozów koncentracyjnych Buchenwald i Majdanek oraz Sachsenhausen (KL). Członek NSDAP (numer legitymacji partyjnej 475 586) i SS (numer ewidencyjny 14 830), wyróżniony odznakami pierścienia SS i szpady SS. Jego żoną była Ilse Koch.

## Życiorys
Koch urodził się w Darmstadt, gdzie pracował jako urzędnik bankowy. Walczył w I wojnie światowej, podczas której został ranny i dostał się do brytyjskiej niewoli (wypuszczony został w październiku 1919). W 1930 wstąpił do NSDAP, a w 1931 do SS. Od 1934 rozpoczął służbę w obozach koncentracyjnych (m.in. w Sachsenburgu), a w 1935 został kierownikiem osławionego więzienia „Columbia-Haus” w Berlinie. W 1936 Koch pełnił funkcję komendanta obozów w Esterwegen. Rok później poślubił pochodzącą z Drezna Ilse Koch (panieńskie nazwisko Köhler).
1 sierpnia 1937 Koch został powołany na stanowisko komendanta nowo powstałego obozu koncentracyjnego Buchenwald i jednocześnie awansowany do stopnia SS-Standartenführera. Ilse Koch została SS-Aufseherin (główną nadzorczynią obozu kobiecego, podlegały jej wszystkie esesmanki). W niedługim czasie, swoim sadystycznym i patologicznie okrutnym zachowaniem, uzyskała sobie przydomek „Wiedźma (lub Suka) z Buchenwaldu”. Więźniowie zeznawali po wojnie, iż Ilse Koch rozkazywała wyrabianie rękawiczek i abażurów z ludzkiej skóry (z tego względu nosiła też przydomek „Ilsa-Abażur”), a stół, przy którym Kochowie spożywali obiady udekorowany był specjalnie spreparowanymi ludzkimi czaszkami. Karl Koch pełnił funkcję komendanta obozu do 1941 i jest odpowiedzialny za masowe zabijanie, maltretowanie i głodzenie więźniów oraz wykorzystywanie ich do wykonywania niewolniczej pracy.
We wrześniu 1941 Karl Koch został mianowany pierwszym komendantem obozu koncentracyjnego (który pełnił funkcję także obozu zagłady) Majdanek w okupowanej Polsce. Wcześniej był to obóz dla radzieckich jeńców wojennych prowadzony przez Waffen-SS. Koch rozbudował obóz, w którym umieszczono tysiące cywilów z Polski i innych krajów okupowanych (w tym wielu Żydów). Wybudowano krematoria i komory gazowe, a ogólną liczbę ofiar Majdanka oblicza się na ok. 80 tysięcy ludzi. Koch sprawował swoją funkcję do lipca 1942, gdy został zawieszony z powodu ucieczki 14 lipca 1942 r. 86 radzieckich więźniów. Postawiono go przed sąd SS i Policji w Berlinie, ale w lutym 1943 został uniewinniony. Następnie Koch pełnił służbę administracyjną związaną z ochroną przesyłek pocztowych.
W sierpniu 1944 został jednak ponownie aresztowany przez Gestapo. Zarzucono mu: fałszerstwa, defraudację, groźby wobec innych funkcjonariuszy III Rzeszy oraz nadużycia władzy poprzez dopuszczenie się licznych okrucieństw w trakcie pełnienia funkcji komendanta Buchenwaldu. Wraz z nim oskarżono Ilse Koch. Oskarżycielem był sędzia SS Konrad Morgen. Na początku 1945 Sąd Najwyższy SS i Policji (Oberstes SS- und Polizeigericht) w Monachium skazał Karla Kocha na karę śmierci, natomiast jego żonę uniewinnił. Egzekucja odbyła się 5 kwietnia 1945, tydzień przed wyzwoleniem Buchenwaldu przez wojska amerykańskie.